# Laevas sameby

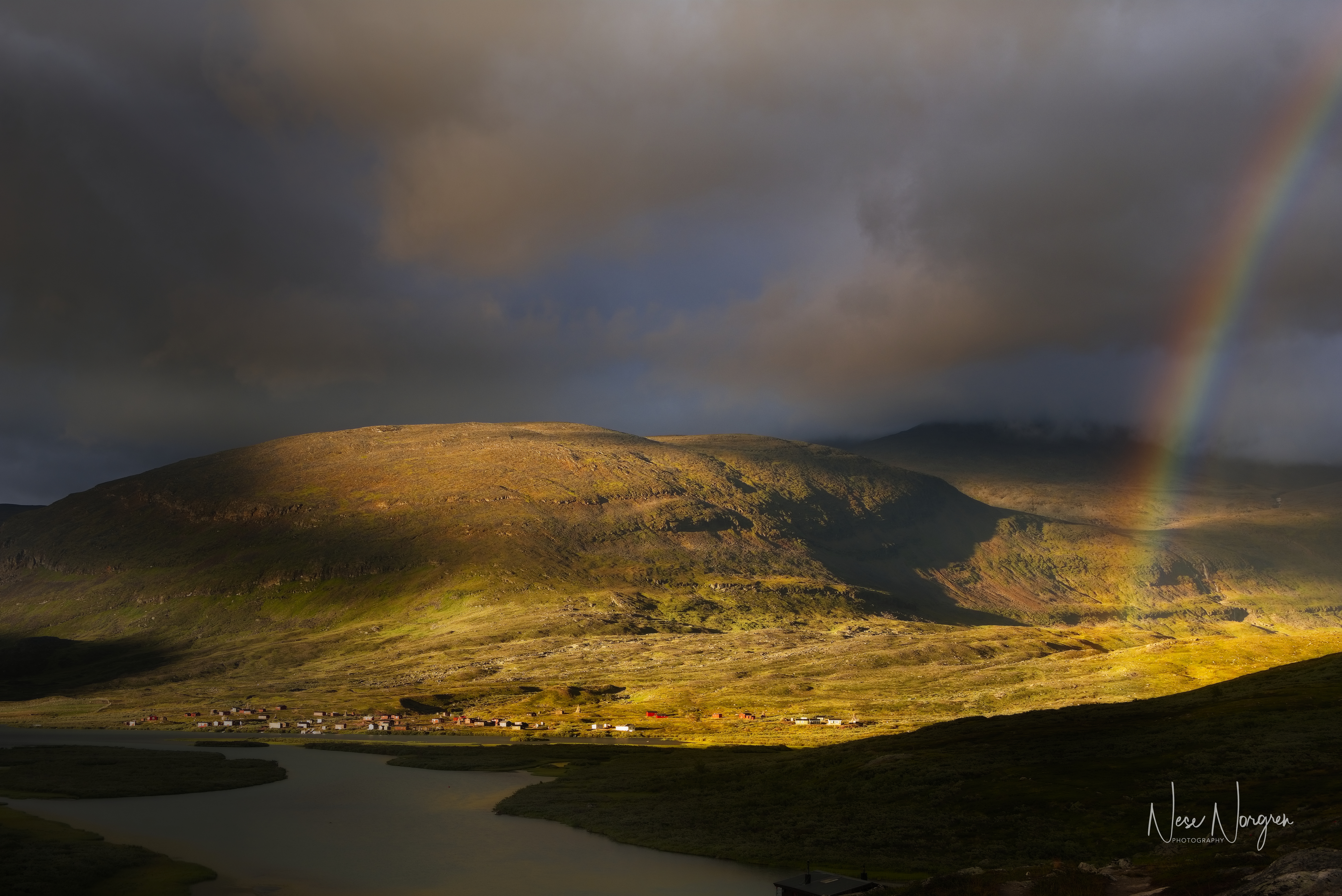
Sommarvistet vid Alesjaure

Laevas sameby (Leaváš čearru) är en fjällsameby i Norrbottens län i Sverige.
Laevas sameby sträcker sig utefter norra sidan av Kalixälven. Den gränsar åt norr till Gabna sameby och åt söder till Girjas sameby. 
Kiruna stad ligger inom Laevas samebys område, och samebyn och Samerådet har protesterat mot det diskuterade öppnandet av en ny magnetitmalmsgruva i Rakkuri, tre kilometer söder om Kiruna av det australiska gruvföretaget Scandinavian Resources genom dotterbolaget Kiruna Iron AB.
Sara Ranta-Rönnlund växte upp i Laevas sameby, och har skildrat livet där i fyra böcker. Elis Aidanpää har skildrat övre Kalixälvsdalen i målningar och i boken Kaalasvuoma: en berättelse om livet i övre delen av Kalix älvdal under seklets början, som utgavs 1978. 
Laevas sameby har ett sommarviste i närheten av Alesjaure.
Ordförande i samebyn är Niila Inga.

## Historia
Samebyn hette tidigare Kaalasvuoma. Denna by uppkom under 1700-talet som en del av den historiska lappbyn Siggevara.

## Kända personer från Laevas sameby
- Nikolaus Stenberg